# Więzienie w Lepoglavie
Więzienie w Lepoglavie (chorw. Kaznionica u Lepoglavi) – najstarsze więzienie w Chorwacji. Znajduje się w Lepoglavie w żupanii varażdińskiej w Chorwacji.

## Historia
Więzienie w Lepoglavie powstało w 1854 roku w klasztorze, będącym niegdyś własnością ojców paulinów. Więzienie było użytkowane w czasach Austro-Węgier, Królestwa Jugosławii, Niepodległego Państwa Chorwackiego i socjalistycznej Jugosławii. Obecnie budynek pełni rolę muzeum, a samo więzienie przeniesiono w 2001 roku w nowe miejsce.
W XX wieku w zakładzie karnym w Lepoglavie przetrzymywano wielu więźniów politycznych (przede wszystkim w czasie istnienia Królestwa Jugosławii, 1918–1941). Wśród więzionych komunistów i rewolucjonistów znaleźli się Josip Broz Tito, Moša Pijade, Rodoljub Čolaković i Milovan Đilas.
Władze Niepodległego Państwa Chorwackiego w latach 1941–1945 osadziły w więzieniu dysydentów, w tym Ante Vokicia i Mladena Lorkovicia, którzy w 1944 roku próbowali przeprowadzić zamach stanu. W więzieniu przetrzymywano i stracono około 2000 antyfaszystów. W latach 1945–1991 władze socjalistycznej Jugosławii więziły tu wielu chorwackich opozycjonistów. Po II wojnie światowej do grona więźniów z Lepoglavy dołączyli podejrzani o kolaborację z Osią Alojzije Stepinac i Ivo Tartaglia. W dniu 5 lipca 1948 roku trzech więźniów zostało zabitych przez władze więzienne – w miejscu ich śmierci stoi pomnik upamiętniający ofiary jugosłowiańskiej zbrodni (odsłonięty w 2005 roku). Wśród więzionych w Lepoglavie w czasach komunistycznych znaleźli się: Šime Đodan, Dražen Budiša, Vlado Gotovac, Marko Veselica, Dobroslav Paraga i Franjo Tuđman.